# Brachionycha jezoensis
Brachionycha jezoensis là một loài bướm đêm trong họ Noctuidae.